# Milica Dabović
Milica Dabović  (nacida el 16 de febrero de 1982 en Cetiña, Yugoslavia) es una jugadora de baloncesto Serbia que actualmente milita en el Galatasaray de Turquía. Con 1.75 metros de estatura, juega en la posición de base. Es hermana de la también jugadora de baloncesto Ana Dabović.